# Таловка (Єланський район)
Таловка (рос. Таловка) — селище у Єланському районі Волгоградської області Російської Федерації.
Населення становить 706  осіб. Входить до складу муніципального утворення Таловське сільське поселення.

## Історія
Селище розташоване у межах українського історичного та культурного регіону Жовтий Клин.
Згідно із законом від 24 грудня 2004 року № 980-ОД органом місцевого самоврядування є Таловське сільське поселення.

## Населення
| 2008 | 2010 | 2015 |
| ---- | ---- | ---- |
| 706  | ↗711 | ↘706 |